# Colodes selecta
Colodes selecta là một loài bướm đêm trong họ Noctuidae.